# Гено
Гено (перс. آب گرم گنو‎) — источник минеральной воды, расположенный в 34 километрах на северо-восток от города Бендер-Аббас в центральной части района Бендар-Аббас в провинции Хормозган, считается одной из достопримечательностей южного Ирана. Горячий источник находится на окраине трассы Бендер-Аббас—Сирджан в горной долине Гено, его окружают многочисленные возвышенности, состоящие из известняка и других пород. Климат в окрестностях источника умеренный.
Источник имеет важное рекреационное значение и используется как в качестве курорта, так и в качестве лечебницы.
Следует отметить, что область Гено считается заповедной зоной и на сегодняшний день там быстрыми темпами развивается как внутренний, так и международный экотуризм.

## Состав и температура минеральных вод
Температура вод источника Гено меняется в пределах от 41 до 53 градусов Цельсия и имеет хлоридно-сульфатный состав.

## Биота
Флора источника представлена 32 видами водорослей с преобладанием Oscillatoria tenuis, Spirulina subsalsa и Metaphyticum jaaginema.
В водах Гено обитает небольшая (средняя длина тела самцов 31,46 мм при весе 0,57 г) рыба-эндемик Aphanius ginaonis из семейства карпозубовых, питающаяся цианобактериями и личинками водных насекомых. При этом частота встречаемости цианобактерий в желудках рыб 68,92 %, личинок — 48,78 %; наиболее предпочитаемый поедаемых цианобактерий — спирулина.
Вокруг озера произрастают пальмы и миндаль, из цветов в высокогорных долинах широко распространены примулы. Окрестности Гено — единственное место в мире, где произрастает растение Zhumeria majdae семейства яснотковых, обладающие лекарственными (антигрибковыми) свойствами и используемые в медицинских целях.

## Туристические услуги
Туристический комплекс вблизи источника включает в себя два бассейна (мужской и женский), а также оборудованное место для проживания туристов.